# Южное кладбище (Уфа)
Ю́жное кладбище — расположено близ деревни Вавилово. Площади отведены распоряжением Уфимского городского Совета народных депутатов от 1977 года.
С 19 декабря 2016 года захоронения на новых местах не производятся

## Адрес
г. Уфа ул. Ахметова, 400 к3.

## Мемориал погибшим в авиакатастрофе над Боденским озером

Мемориал жертвам катастрофы над Боденским озером

На территории кладбища 13 июля 2003 года открыт мемориал погибшим в авиакатастрофе над Боденским озером, произошедшей в ночь на 2 июля 2002 года. Мемориал выполнен Рамзитом Маскуловым, ставшим впоследствии главным архитектором Уфы, в форме стелы из столбов белого и чёрного мрамора, символизирующих жизнь и смерть (по другим версиям — след взлетающего и падающего самолёта), вокруг которых спиралью уходят в небо золотые самолётики, символизирующие души погибших. 

## На кладбище похоронены
- Абдуллин, Мансур Идиатович, Герой Советского Союза.
- Ферин, Михаил Алексеевич, советский хозяйственный деятель.
- Михайлов, Александр Яковлевич, Герой Советского Союза.
- Томаров, Василий Александрович, Герой Советского Союза.
- Нигамедзянов, Эмир Анварович  (23 августа 1950, Ишимбай, БАССР — 7 декабря 2006, Уфа) — российский политик. Генерал-майор ФСБ.
- Филиппов, Александр Павлович (7 ноября 1932 — 15 октября 2011) — поэт, переводчик, литератор, народный поэт Республики Башкортостан.
- Бикбулатов Фарит Хайбуллович (8 августа 1936, дер. Максютово — 25 ноября 2016, Уфа, Башкортостан) — советский, российский башкирский певец, народный артист Башкирской АССР (1986).
- Владимир Львович Гаврилов[баш.] (6 сентября 1950 года — 12 января 2004 года) - работник промышленности, партийных и государственных органов.